# Ausztriai körzet

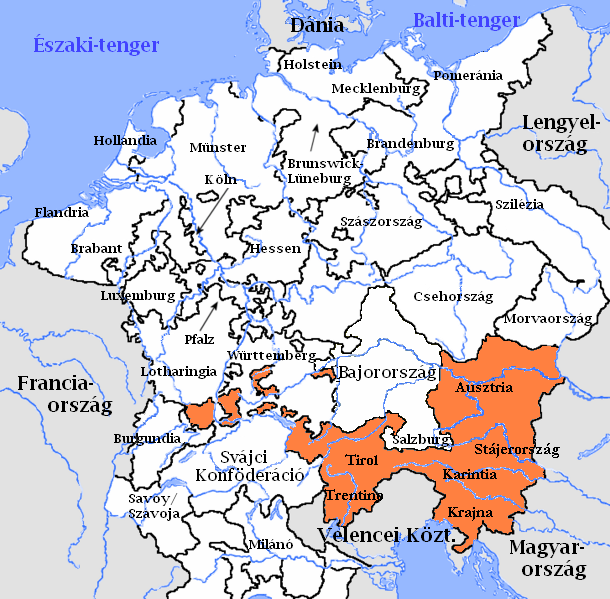
Az Ausztriai körzet térképe

Az Ausztriai körzet (németül: Österreichischer Reichskreis) a Német-római Birodalom tíz körzetének egyike. Az Ausztriai körzet is az 1495-ös birodalmi gyűlésen a császár által átvitt birodalmi reform részeként jött létre. I. Miksa császár 1512-ben az elsőként megalapított hat körzet sikeressége után tizenkét évvel alapította meg ezt a körzetet. Ezek legfőbb feladata a védelmi, a birodalmi adózási és a képviseleti ügyek intézményesítése és egyszerűsítése volt.
A hajdani körzetet leginkább az úgynevezett Erblande, vagyis az Örökös tartományok adták ki, amelyek a Habsburg család birtokai voltak. Ezek sorát az alábbi táblázat tartalmazza.
| Név           | Államforma       | Megjegyzések                                                                                     |
| ------------- | ---------------- | ------------------------------------------------------------------------------------------------ |
| An der Etsch  | Ballei           | A Német Lovagrend által birtokolt területek adminisztratív elnevezése                            |
| Ausztria      | Főhercegség      |                                                                                                  |
| Ausztria      | Ballei           | A Német Lovagrend által birtokolt területek adminisztratív elnevezése                            |
| Breisgau      | Tartománygrófság | Ausztria főhercegeinek birtoka                                                                   |
| Brixen        | Püspökség        |                                                                                                  |
| Karintia      | Hercegség        | Ausztria főhercegeinek birtoka                                                                   |
| Krajna        | Hercegség        | Ausztria főhercegeinek birtoka                                                                   |
| Chur          | Püspökség        |                                                                                                  |
| Friuli        | Hercegség        |                                                                                                  |
| Stájerország  | Hercegség        | Ausztria főhercegeinek birtoka                                                                   |
| Sváb Ausztria | Őrgrófság        | Németország délkeleti részén elterülő birtokcsoportok, amelyeket Ausztria főhercegei birtokoltak |
| Tarasp        | Uradalom         | Ausztria főhercegeinek birtoka                                                                   |
| Trent         | Püspökség        |                                                                                                  |
| Tirol         | Grófság          | Ausztria főhercegeinek birtoka                                                                   |